# Sara Kroos
Sara Kroos (Wijngaarden, 5 april 1981) is een Nederlands cabaretière. Met het winnen van de publieksprijs van het Leids Cabaret Festival in 2000 kreeg ze voet aan de grond in de Nederlandse cabaretwereld. Landelijke bekendheid verwierf ze als vaste gast van improvisatieprogramma De Lama's tussen 2005 en 2006.

## Biografie
Kroos is enig kind. Ze bracht een groot deel van haar leven door in de polder. Van haar vijfde tot en met haar twaalfde woonde ze echter in de bosrijke omgeving van Nijmegen.
Tijdens haar middelbareschooltijd woonde Kroos in Groot-Ammers in de Alblasserwaard. Ze deed de havo op de scholengemeenschap Willem de Zwijger in Schoonhoven. In Schoonhoven kwam ze in aanraking met theater via het Arto Theater. In 1995 won ze de eerste prijs met haar bewerking van Hamlet genaamd Prozac. Ze regisseerde dit stuk zelf. Het was ook rond deze tijd dat ze uit de kast kwam. Dit lag heel gevoelig bij de overwegend orthodox-christelijke gemeenschap en haar familie.
Na haar middelbare school verhuisde ze naar Utrecht en ging ze een schrijfopleiding aan de Hogeschool voor de Kunsten doen.
Op haar achttiende, drie maanden na het begin van haar studie, deed Kroos mee aan het Leids Cabaret Festival en won de publieksprijs. Vervolgens stopte ze met haar studie. Daarna werkte ze een jaar als telefonisch verkoopster bij de Disney kinderboekenclub. Mede door het winnen van de publieksprijs kwam ze onder contract van het impresariaat van Harry Kies. Onder regie van Jessica Borst en coaching van Adelheid Roosen breidde ze haar programma van een halfuur zoals ze dat in Leiden speelde uit tot het avondvullende programma Honger waarmee ze in 2001 in première ging.
In 2003, twee jaar na Honger, kwam haar tweede show Lam in de theaters. In 2004 begon Kroos haar tv-carrière bij De Lama's. Deze duurde tot en met 2006.
In 2005 startte haar derde show, Zoetgevooisd. Voor het eerst stond ze niet meer alleen op het podium, maar werd ze vergezeld door twee muzikanten, Martijn Breebaart op piano en Bas Mulder op gitaar. Deze show ging tot april 2007 in reprise en Kroos kreeg in 2006 de Neerlands Hoop uitgereikt.
Vanaf 2007 schrijft Kroos columns voor Viva. Van september 2010 tot 2 maart 2014 presenteerde ze Sara op Zondag op radio 2.
In 2022 verscheen haar boek Rood is ja, over haar ervaringen met seksueel misbruik als kind, door een oom, en later als volwassene in een psychiatrische kliniek, door de behandelend therapeute. In dit boek beschrijft zij op persoonlijke wijze de effecten van CPTSS (door haar luchtig 'Dikke Peetie' genoemd) op haar leven en de complexe nasleep van traumatische ervaringen.
Voor haar laatste programma 'Verte' won Sara de Poelifinario voor beste cabaretprogramma in de categorie amusement. 

## Persoonlijk
Kroos is getrouwd met voormalig tv-hoofdredacteur Danielle Meyer en heeft een dochter.

## Theatershows
- 2001-2003: Honger
- 2003-2005: Lam
- 2005-2007: Zoetgevooisd
- 2006: La Bloemen's Kerstshow (met Karin Bloemen)
- 2007-2009: Bries
- 2009-2011: Boheems
- 2011-2013: Voor de leeuwen
- 2013-2015: Van Jewelste
- 2015-2017: Doorgefokt!
- 2017-2019: Zonder verdoving
- 2019-2020: Verte
- 2024-2025: Prikkelarme Kermis

## Televisie
- 2005-2006: De Lama's, vaste gast
- 2006: Dit was het nieuws, gast
- 2009: QI, gast
- 2009: Sorry Minister, vrouw van de minister
- 2009: BNN Thema-avond zelfmoord
- 2009: Wat vindt Nederland?, deelnemer
- 2011: Kinderen voor Kinderen, presentatie
- 2011: Wat vindt Nederland?, deelnemer
- 2012: De Jongens tegen de Meisjes, gast
- 2012: Ik hou van Holland, gast
- 2012-2014: In Goed Gezelschap, vaste gast[6]
- 2014: Typisch Carlo & Irene, deelnemer

## Boeken
- 2008: Sara Kroos rekent af, ISBN 978-90-204-0883-6
- 2008: Bij mij thuis (met Bianca Bloemen), ISBN 978-90-204-0878-2
- 2009: Sara Kroos rekent nog een keer af, ISBN 978-90-204-1010-5
- 2011: Doorkijk, ISBN 978-90-204-1135-5
- 2015: Als ik het niet kan, kun jij het ook (met Francis van Arkel), ISBN 978-94-614-4659-6
- 2022: Rood is ja, ISBN 9789026361319, Ambo/Anthos uitgevers

## Discografie

### Albums
| Album met eventuele hitnotering(en) in de Nederlandse Album Top 100 | Datum van verschijnen | Datum van binnenkomst | Hoogste positie | Aantal weken | Opmerkingen |
| ------------------------------------------------------------------- | --------------------- | --------------------- | --------------- | ------------ | ----------- |
| Boheems                                                             | 2010                  | 09-01-2010            | 48              | 6            |             |

## Prijzen
- 1995: Spijker Shakespeare op de Planken, eerste prijs herschrijven Hamlet
- 1999: Jury- en publieksprijs Utrechts Cabaretfestival Parnassos
- 2000: Publieksprijs Leids Cabaret Festival 2000 voor Honger
- 2003: Zonta Award beste nieuwe vrouwelijk talent
- 2006: CabaretAward beste vrouwelijke cabaretière 2005
- 2006: Televizierring als lid van het televisieprogramma De Lama's van BNN
- 2006: Neerlands Hoop voor de theatershow Zoetgevooisd
- 2009: Annie M.G. Schmidt-prijs voor het lied Nachtkaravaan[7]
- 2021: Poelifinario voor de theatershow Verte

## Trivia
- Sinds 2008 is Kroos ambassadrice van Jeugdzorg.
- In 2011 sprak Kroos de stem in van de woedetherapeut voor de film The Muppets.